# Notación de placas
En la inferencia bayesiana, la notación de placas es un método para representar variables que se repiten en un modelo gráfico. En lugar de dibujar cada variable repetida individualmente, se usa una placa o rectángulo para agrupar variables que se repiten juntas en un subgrafo  , y se dibuja un número en la placa para representar el número de repeticiones del subgrafo en la placa. Los supuestos son que el subgrafo  se duplica muchas veces, las variables en el subgrafo están indexadas por el número de repetición, y cualquier enlace que cruza un límite de placa se replica una vez por cada repetición del subgrafo.

## Ejemplo

Notación de placa para Latent Dirichlet Allocation

En este ejemplo, consideramos Latent Dirichlet Allocation , una red bayesiana que modela cómo los documentos en un corpus están relacionados tópicamente. Existen dos variables que no están en ninguna placa; α es el parámetro del Dirichlet uniforme anterior en las distribuciones de temas por documento, y β es el parámetro del Dirichlet uniforme anterior en la distribución de palabras por tema.
La placa más externa representa todas las variables relacionadas con un documento específico, que incluyen {\displaystyle \theta _{i}} , la distribución del tema para el documento i. La M en la esquina de la placa indica que las variables internas se repiten M veces, una vez para cada documento. La placa interna representa las variables asociadas a cada una de las palabras {\displaystyle N_{i}} en el documento i: {\displaystyle z_{ij}} es el tema para la palabra jotaésima en el documento i, y {\displaystyle w_{ij}} es la palabra real utilizada.
La  N en la esquina representa la repetición de las variables  en la placa interna {\displaystyle N_{i}} veces, una vez para cada palabra en el documento i. El círculo que representa las palabras individuales está sombreado, lo que indica que cada {\displaystyle w_{ij}} es observable, y los otros círculos están vacíos, lo que indica que las otras variables son variables latentes. Los bordes dirigidos entre variables indican dependencias entre las variables: por ejemplo, cada {\displaystyle w_{ij}} depende de {\displaystyle z_{ij}} y  β.

## Extensiones

Modelo bayesiano de mezcla de gaussianas multivariadas utilizando una notación de placa. Los cuadrados más pequeños indican parámetros fijos; los círculos más grandes indican variables aleatorias. Las formas rellenadas indican valores conocidos. La indicación [K] significa un vector de tamaño K; [D,D] significa una matriz de tamaño D×D; K por si sola significa una variable categórica con resultados K. La línea ondulosa que viene de z que termina en una barra cruzada indica un interruptor: el valor de esta variable selecciona, para las otras variables entrantes, qué valor usar fuera de la matriz de tamaño K de valores posibles.

Varios autores crearon una serie de extensiones para expresar más información que simplemente las relaciones condicionales. Sin embargo, pocos de estos se han convertido en estándar. Quizás la extensión más comúnmente utilizada es usar rectángulos en lugar de círculos para indicar variables no aleatorias, ya sea parámetros a calcular, hiperparámetros con un valor fijo (o calculado a través de Bayes empíricos), o variables cuyos valores se calculan de manera determinista a partir de una variable aleatoria.
El diagrama que aparece arriba muestra algunas convenciones no estándar usadas en algunos artículos en Wikipedia (por ejemplo, Bayes variacional):
- Las variables que en realidad son vectores aleatorios se indican poniendo el tamaño del vector entre paréntesis en el medio del nodo.
- Las variables que son en realidad matrices aleatorias se indican de manera similar al poner el tamaño de la matriz entre paréntesis en el medio del nodo, con comas que separan el tamaño de la fila del tamaño de la columna.
- Las variables categóricas se indican colocando su tamaño (sin un corchete) en el medio del nodo.
- Las variables categóricas que actúan como "interruptores", y que seleccionan una o más variables aleatorias para condicionarse a partir de un conjunto grande de tales variables (por ejemplo, componentes de la mezcla), se indican con un tipo especial de flecha que contiene una línea ondulada y termina en una intersección en T.
- La Negrita se utiliza constantemente para nodos de vector o matriz (pero no para nodos categóricos).

## Implementación de software
La notación de placas se implementó en varios paquetes de dibujo de TeX/LaTeX, pero también como parte de interfaces gráficas de usuario para los programas estadísticos bayesianos como BUGS y BayesiaLab.